# خنفساء القلف الأوريغونية
خنفساء القلف الأوريغونية (الاسم العلمي:Scolytus oregoni) هو نوع من الحشرات يتبع جنس خنفساء القلف من فصيلة السوسية الحقيقية.